# Frei Paulo
Frei Paulo este un oraș în Sergipe (SE), Brazilia. În 2005 avea 13.035 de locuitori. Are 399 km².